# 幽仙湖
幽仙湖（日语：／）或科尔采沃耶湖（俄语：Озеро Кольцевое）是温祢古丹岛南部的湖，是黑石山的火山臼，呈环形，正中矗立着黑石山，形成了独特的岛中湖中岛的奇观；它直径7公里，面积26平方公里，流域面积45.2平方公里，深达369米。